# 青空一風・千風
青空一風・千風は漫才協会、落語協会所属のお笑いコンビ。青空一門。

## メンバー

### 青空一風
1978年8月29日（46歳） 、福岡県福岡市出身。身長172cm、体重60kg。中京大学卒。血液型はB型。本名∶種田 和彦。
歌手の浜崎あゆみは小学校の同級生。学生時代サッカー選手になることを志すが怪我により挫折。現在はサッカー観戦専門になったと公言している。
芸人になる前は、マンション販売会社でセールスマンをやっており、営業成績は良かったという。
芸人になるきっかけとなったのは、ある日に福山雅治のラジオ番組に相談のはがきを出して読まれ、「やりたいことやったらいいんじゃない」と言われたことだったという。
競馬好きでも知られ、特に小倉競馬に対する思い入れが強い。
成年後見制度の漫才を始めてから、制度に興味を持ち2018年から市民後見人（足立区ではあだち区民後見人という名称）の資格をとり、活動を始める。全国初の成年後見人芸人として講演会なども行っている。以前はコンビで講演会に呼ばれることが多かったが、一風の市民後見人の体験談が面白いと評判で最近は一人で講演をすることが増えている。

### 青空千風
1983年6月15日（41歳） 、埼玉県さいたま市出身。身長175cm、体重110kg。佐野日本大学高等学校を経て、日本大学工学部土木工学科卒業。血液型はA型。
中学生の頃は剣道部に所属していた。本名∶千葉 孝政。
板金屋の社長の息子で3人兄弟の末っ子。甘やかされて育ち、今でも親からお年玉をもらっているという。
芸人になる前は、建築関係の会社で営業の仕事をしていたが、営業成績はあまり良くなかったという。元々「普通に仕事しているより、有名になりたかった」という考えを持っていた。
漫才協会の中でもダメ人間と言われるが、なぜか先輩や師匠に可愛がられる存在。
ナイツの塙宣之からも「かわいくてしょうがない」と言われている。
緊急事態宣言を機にダイエットをはじめ体重110kgから70kgになった。

## 概要
共通の知人を通じてコンビを結成。お互いの第一印象は、一風は千風に対し「体も声も大きい」、イケメンの相方を探していた千風にとって一風は「（顔は）それほどでもない」と思ったとのこと。
お互い元サラリーマン。一風は全国3位の営業マン。千風はクビになり芸人を志す。
2013年、青空一歩・三歩の弟子になる。
2015年。九代目林家正蔵の門下になり、落語協会にも所属した。
師匠達に好かれる傾向が強く、入船亭扇海は一風を、はたけんじは千風を息子だと公言している。

## 芸風
主に漫才。自分達でもネタを作るが青空一門に伝わるネタも継承している。
漫才では他の一門のネタを継承することはとても珍しいことだが「君たちに合うかもしれない」と言われ大瀬 ゆめじ・うたじのネタを継承した。
テンポはゆっくり、汚い言葉は使わず、どつき漫才はしないというスタイルを心掛けている。
リオデジャネイロオリンピックで金メダルを獲った日本人選手全員の名前が入ったネタがある。一風がオリンピックよりも面白い話があると言いながら、実はその話にメダリストの名前が潜んでいる。
牛の肉の部位を体で表現したネタが鉄板だが、稀に豚の部位も披露する。
若い客層よりも年配層と子供に好かれる芸風である。
中華人民共和国の伝統芸能相声者姜昆から虎口遐想を直接指導を受け、「危険な妄想」という演目で日中交流会の場で披露した。

## 出演番組
- 年忘れ漫才競演（NHK総合）
- 火曜サプライズ（日本テレビ系列）
- 森田一義アワー 笑っていいとも!（フジテレビ系列）
- BS笑点

## 受賞歴
- 2015年 - 第2回熊野お笑いコンテスト 準優勝
- ルクセンブルク世界お笑い大会　敢闘賞

## CM
- アサヒ緑健（緑効青汁）（2012）

## ラジオ
- 東京スカイラジオ (レインボータウンエフエム放送)
- それいけ青空ラジオ（C-WAVE、ラヂオつくば）

## その他の活動
- 筑波大学『コミュニケーション講座』にて講師を務める　（2014年7月）
- 東京都立足立西高等学校『コミュニケーション講座』にて講師を務める　（2015年3月）
- 成年後見制度などの福祉事業にも力をいれている
- 海外公演にも力を入れている